# Cała prawda o planecie Ksi
Cała prawda o planecie Ksi – powieść z nurtu fantastyki socjologicznej autorstwa Janusza Zajdla, wydana w 1983 roku w serii Fantazja–Przygoda–Rozrywka. Autor rozważa problem ustrojów społecznych, co jest najbardziej widoczne w Drugim spojrzeniu na planetę Ksi.
Powieść porusza takie tematy jak terroryzm, manipulacje władzy i podróże relatywistyczne. Podobnie jak inne utwory Zajdla z tego okresu, zawiera liczne odwołania do sytuacji PRL.

## Opis fabuły
Ziemianie wysyłają Konwój Ekspedycyjny na planetę Ksi w innym układzie słonecznym. Ma tam zostać założona pierwsza ziemska kolonia poza Układem Słonecznym. Tuż przed lądowaniem dochodzi do rebelii – władzę nad wyprawą przejmują terroryści. Zostaje zerwany wszelki kontakt z Ziemią. Po wylądowaniu na planecie rozpoczyna się budowa osady. Załoga konwoju zostaje zmuszona do pracy przy budowie sekretnego bunkra dla przywódców rebelii, a ci, którzy nie idą na współpracę, są poddani represjom. Ostatecznie załoga zostaje zesłana w miejsce położone kilkaset kilometrów od osady.
Wybudzając z hibernacji niewielką część uśpionych osadników, samych mężczyzn, terroryści planują zbudować nowe społeczeństwo, któremu planują wpoić nienawiść do Ziemi. Wszyscy ludzie zostają oznaczeni numerami na czole: terroryści mają numer od 1 do 10, załoga (o ile idzie na współpracę) numery kolejne. Osadnicy mają numery trzycyfrowe i wyższe. W celach propagandowych wymyślają kłamstwo: informują osadników, że Ziemia pozostawiła ich bez broni, sprzętu oraz wyżywienia. W rzeczywistości terroryści sami zagarnęli te dobra i ukryli je w bunkrze. Wybudzili potajemnie także część kobiet, głównie partnerek nie wybudzonych mężczyzn, by mieć własne, prywatne haremy.
Jeden z członków załogi postanawia zdobyć zaufanie rebeliantów i wkupić się w ich łaski, aby pomóc w ten sposób swoim kolegom. Jego plan nie zostaje jednak w pełni zrealizowany. Udaje mu się porwać prom którym dociera na orbitę i tam oczekuje swych zesłanych kolegów, wśród nich również potajemnie wybudzoną przez terrorystów jego ukochaną. Nie doczekuje się ich jednak. W ciągu swej 50-letniej samotnej podróży doznaje różnych stanów zmian osobowości i majaków, podczas których pisze swój dziennik.
Dopiero 50 lat po tych wydarzeniach zostaje wysłana ekspedycja ratunkowa, którą kieruje doświadczony kosmonauta Sloth. Ratownicy po drodze napotykają na czołowy prom konwoju, na którym znajdują podstarzałego, szalonego kosmonautę (jednego z pilotów wyprawy na Ksi), który zdołał uciec. Z jego dziennika dowiadują się, jaki los spotkał osadników.
Wyprawa ratunkowa postanawia zbadać sytuację na planecie, choć od lądowania osadników upłynęły całe dekady. Poruszając się incognito, kosmonauci odkrywają zacofane, hierarchiczne społeczeństwo, którym rządzą potomkowie terrorystów. Dzieje kolonii przedstawia napisana przez nich księga – jedyny dokument, który wolno ludziom czytać. Księga uczy osadników nienawiści do Ziemi, a zasady sprawiają, że nawet starzy przybysze z Ziemi zapominają, jak było naprawdę.
Po rozeznaniu sytuacji czterech kosmonautów postanawia pozostać w ukryciu na planecie, by pomóc ciemiężonym i okłamywanym osadnikom, a także odnaleźć potomków zesłańców. Sloth wraca na Ziemię, by złożyć raport i opracować plan ratunkowy dla planety.

## Kontynuacja –Drugie spojrzenie na planetę Ksi
Zajdel planował drugą część powieści i napisał jej konspekt i trzy rozdziały. Z pracy zrezygnował jednak, bo nie zadowalała go zaliczka przedstawiona przez wydawnictwo Czytelnik. Skupił się wówczas na pisaniu Paradyzji, opartej na podobnym pomyśle fabularnym.
Fragmenty nowej powieści zostały opublikowane w 1988 roku w zbiorze utworów List pożegnalny, razem z posłowiem Macieja Parowskiego. Można się z nich dowiedzieć o dalszych planach dotyczących losów planety: postanowiono wysłać kolejną ekspedycję.
Na początku 2011 spadkobierczynie autora, Jadwiga Zajdel oraz Joanna Zajdel-Przybył wraz z wydawnictwem superNOWA ogłosiły konkurs na dokończenie powieści Drugie spojrzenie na planetę Ksi. W jury oprócz obydwu pań znaleźli się Tomasz Kołodziejczak, Maciej Parowski, Rafał A. Ziemkiewicz oraz Mirosław Kowalski – redaktor naczelny wydawnictwa superNOWA. W 2012 ogłoszono wyniki konkursu, którego zwycięzcą został dr Marcin Kowalczyk z Bydgoszczy.

## Odbiór
Książkę zrecenzował Maciej Parowski („Fantastyka”, 5/84, s. 55).